# Снаткіна Ганна Олексіївна
Анна Олексіївна Снаткіна (рос. Анна Алексеевна Снаткина; нар. 13 липня 1983, Москва) — російська акторка театру і кіно.

## Життєпис
Народилася в Москві в родині, у якій склалася династія авіабудівників. Навчалася в школі № 1747. Батьки — Олена Михайлівна та Олексій Володимирович Снаткіни закінчили Московський авіаційний інститут. Батько був одним з конструкторів літального апарата «Буран», мати працює в Московському авіаційному інституті (МАІ).
У чотири роки батьки віддали Ганю до секції спортивної гімнастики, потім вона перейшла на спортивну аеробіку. У цілому спорту було віддано 13 років. Вона завоювала перший дорослий розряд із гімнастики і виконала завдання на звання майстра спорту зі спортивної аеробіки.
У 2004 році закінчила ВДІК (майстерня Віталія Соломіна).
У 2007 році в парі з Євгеном Григоровим посіла перше місце в телешоу «Танці з зірками-2».
З 2018 року — акторка Московського Губернського театру.

## Особисте життя
12 жовтня 2012 Анна вийшла заміж за петербурзького актора і шоумена Віктора Васильєва — ведучого телепрограми «Yesterday Live». Весілля проходило в умовах повної секретності в літньому палаці у Санкт-Петербурзі, на якому були присутні лише близькі родичі та друзі.
18 квітня 2013 року в пари народилася дочка Вероніка.

## Творчість

### Вокал
- 2005 — «В капельке росы» (саундтрек до серіалу «Я не повернуся») (музика С. Аргат. слова С. Каргашін)
- 2005 — «Я не вернусь» (дует з Юрієм Алябовим) (саундтрек до серіалу «Я не повернуся») (муз. і сл. Ю. Аляб'єв)
- 2008 — «Пошлю его на …» (дует з Наталією Рудовою) (муз. і сл. В. Смирнова)
- 2009 — «Рэп друзей» (саундтрек до мультфільму «Наша Маша і Чарівний горіх» (муз. М. Ерман, сл. А. Потапенко)

### Ролі в театрі
- «8 жінок і…» (комедія 2009. Режисер: С. Посельський) — Катрін
- «Летюча миша» (музична комедія 2009. Режисер: Рената Сотіріаді) — Розалінда
- «Підступність і любов» (трагедія за мотивами п'єси Ф. Шиллера, 2011 року. Режисер: Н. Чусова) — Луїза Міллер
- Московський Губернський театр. Вистава «Пригоди Фандоріна» (детектив за романом Бориса Акуніна 2018. Режисер: Т. Вдовиченко, художній керівник постановки Народний артист Росії Сергій Безруков). Роль — Рената Клебер

### Фільмографія
— головна роль
| Рік       |   | Назва                                   | Роль                                                                 |
| --------- | - | --------------------------------------- | -------------------------------------------------------------------- |
| 2003      | с | Дільниця                                | Ніна Стасова                                                         |
| 2004      | с | Боєць                                   | Вікторія Варшавська                                                  |
| 2004      | с | Московська сага                         | Йолка Китайгородська, донька Ніни Градової та Савви Китайгородського |
| 2005      | с | Аеропорт                                | Маша Снєгірьова, біженка з Душанбе                                   |
| 2005      | с | Єсенін                                  | Велика княжна Тетяна                                                 |
| 2005      | ф | Несподівана радість                     | Світлана                                                             |
| 2005      | с | Я не повернусь                          | Катя і Маша Веселови, близнята                                       |
| 2005—2007 | с | Приречена стати зіркою                  | Женя Азаріна                                                         |
| 2006      | ф | Аеропорт 2                              | Маша Снєгірьова, менеджерка                                          |
| 2006      | с | Визов                                   | Катя Гаєвська, модель                                                |
| 2006      | ф | Зачарована дільниця                     | Ніна Стасова                                                         |
| 2006      | ф | Пушкін. Остання дуель                   | Наталья Миколаївна Пушкіна                                           |
| 2006      | ф | Туди, де живе щастя                     | Вікторія                                                             |
| 2007      | ф | Диверсант 2: Кінець війни               | Аня                                                                  |
| 2007      | ф | Одна любов душі моєї                    | Наталья Миколаївна Пушкіна                                           |
| 2007      | ф | Снігуронька для дорослого сина          | Наташа                                                               |
| 2007—2008 | с | Тетянин день                            | Тетяна Разбєжкіна                                                    |
| 2008      | ф | Заповіт ночі                            | циркачка Римма                                                       |
| 2008      | ф | Загальна терапія                        | Анна Миколаївна Лазарєва                                             |
| 2009      | ф | Десантура. Ніхто, крім нас              | Юлія                                                                 |
| 2009      | ф | Влітку я віддаю перевагу весіллю        | Катя Савіна                                                          |
| 2009      | ф | Малахольна                              | Надя Стеняєва                                                        |
| 2009      | ф | Правосуддя вовків                       | подруга Альфреда                                                     |
| 2009      | ф | Сорок третій номер                      | Кіра / Веста                                                         |
| 2010      | ф | Варвара                                 | Варвара                                                              |
| 2010      | с | Віра, Надія, Любов                      | Зоя, дочь Оксаны                                                     |
| 2010      | ф | Коли на південь відлетять журавлі...    | Віола                                                                |
| 2010      | ф | На сонячному боці вулиці                | Катя Щеглова                                                         |
| 2010      | ф | Загальна терапія 2                      | Анна Лазарєва                                                        |
| 2011      | ф | Записки экспедитора Тайной канцелярии 2 | Анастасия Воронцова                                                  |
| 2011      | ф | Російська спадкоємиця                   | Катя Щебетіна                                                        |
| 2012      | ф | Моя велика родина                       | Наталія                                                              |
| 2012—2013 | с | Не плач за мною, Аргентино!             | Світлана Соловйова                                                   |
| 2013      | ф | Ефект Богарне                           | Аничка / кріпосна Анна                                               |
| 2013      | ф | Процес                                  | Катерина Логінова                                                    |
| 2013      | ф | Врятувати або знищити                   | Анна Лаврова, сержант-радистка                                       |
| 2013      | ф | Убити Дрозда                            | Жанна Дрозд                                                          |
| 2013      | ф | Таємниця Снігової Королеви              | Снігова королева                                                     |
| 2015      | ф | Поліцейська дільниця                    | Поліна Фоміна                                                        |
| 2015      | ф | Снайпер: Герой опору                    | Марі                                                                 |
| 2017      | с | Плакуча іва                             | Марія Шувалова                                                       |
| 2017      | с | Барс                                    | Марія Корольова                                                      |
| 2017      | с | Зникла                                  | Катя Савельєва / Лідія Пашкова                                       |

### Озвучування
- 2006 — Аеропорт 2: 4 серія «Парі» — Катерина, квіткарка (роль акторки Світлани Павлової)
- 2009 — Наша Маша і чарівний горіх — Наша Маша

### Телебачення
- 2005 — Проєкт «Асоціації» — канал «Домашній», журнал «Атмосфера»
- 2006 — Танці з зірками 2 (переможниця)
- 2007 — Хто хоче стати мільйонером?
- 2007 — Друге життя
- 2007 — Запрошує Борис Ноткін
- 2007 — Золотий грамофон
- 2007 — Дві правди
- 2007 — Розмова за чашкою кави
- 2008 — Єралаш — учителька (Випуск № 221, серія «Чик-чирик»)
- 2008 — Тетянин день. Освідчення в коханні
- 2008 — Серіаломанія
- 2008 — Смак
- 2008 — Доброго ранку
- 2008 — Король рингу 2
- 2008 — Як зберегти любов…
- 2008 — Льодовиковий період 2
- 2008 — Радіо МАЯК
- 2008 — Радіо Юність
- 2008 — Радіо «Ехо Москви»
- 2009 — Доброго ранку
- 2009 — Неймовірні історії кохання — телеканал СТБ
- 2009 — Кіно в деталях
- 2009 — Надбання республіки — Випуск 7
- 2009 — Ти і я
- 2010 — Надбання республіки — Випуск 9
- 2010 — Радіо
- 2011 — Доброго ранку
- 2011 — Смак
- 2011 — Comedy Club
- 2011 — Неймовірна правда про зірок — телеканал СТБ
- 2011 — Запрошує Борис Ноткін
- 2011 — Мультстудія — телеканал Карусель, випуск № 14 від 9 грудня 2011 року.
- 2012 — Олів'є-шоу — Перший канал, випуск 2011—2012 рр.
- 2012 — Yesterday Live — випуск від 30 березня 2012.
- 2012 — Доброго ранку — випуск від 9 червня 2012.
- 2012 — Схуднути за всяку ціну
- 2012 — Хто хоче стати мільйонером? — випуск від 13 жовтня 2012.
- 2013 — Вечірній Ургант — випуск від 6 червня 2013.
- 2013 — Доброго ранку — випуск від 8 липня 2013.
- 2013 — СуперІнтуїція — 83-й випуск
- 2013 — Куб — випуск від 14 вересня 2013.
- 2015 — Наодинці з усіма — випуск від 2 грудня 2015.

### Знімання в рекламі, музичних відео
- 2004 — участь у кліпі Вітаса «Поцелуй длиною в вечность»
- 2008 — ТМ «Чорна перлина» — Реклама косметики
- 2009 — ТМ «Чорна перлина» — Реклама косметики
- 2010 — ТМ «Чорна перлина» — Реклама косметики
- 2013 — ТВ «Інтуїція» — гостя програми
- 2015 — ТВ «Де логіка» — гостя програми

## Премії та нагороди
| Рік  | Нагорода         | Категорія                                     | Номіновані                               | Результат | Дж.   |
| ---- | ---------------- | --------------------------------------------- | ---------------------------------------- | --------- | ----- |
| 2006 | Телезірка        | Найкраща телеакторка                          | Анна Снаткіна («Приречена стати зіркою») | Перемога  | [ 3 ] |
| 2007 | Телезірка        | Найкраща акторка                              | Анна Снаткіна («Тетянин день»)           | Перемога  | [ 4 ] |
| 2008 | Золотой каблучок | За образ справжньої жінки в кіно              | Анна Снаткіна («Тетянин день»)           | Перемога  | [ 5 ] |
| 2018 | ТЕФІ             | Найкраща акторка телевізійного фільму/серіалу | Анна Снаткіна («Зникла»)                 | Номінація | [ 6 ] |
| 2019 | ТЕФІ             | Найкраща акторка телевізійного фільму/серіалу | Анна Снаткіна («Коп»)                    | Номінація | [ 7 ] |

## Суспільна діяльність
У 2016 році Анна Снаткіна брала участь у виборах до Державної думи Російської Федерації VII скликання від партії «Єдина Росія».